# Österreichische Alpine Skimeisterschaften 1960
Die Alpinbewerbe der Österreichischen Skimeisterschaften 1960 fanden vom 21. bis zum 24. Jänner in Saalfelden statt. Zugleich wurden auch die Meister in den nordischen Disziplinen gekürt. Um die Sportler während der Saison und in Hinblick auf die einen Monat später stattfindenden Olympischen Spiele nicht zu stark zu belasten, wurde auf die Abfahrtsläufe verzichtet.

## Herren

### Abfahrt
Nicht ausgetragen.

### Riesenslalom
| Platz | Name               | Zeit       |
| ----- | ------------------ | ---------- |
| 01    | Andreas Molterer   | 1:51,1 min |
| 02    | Ernst Hinterseer   | 1:51,7 min |
| 03    | Ernst Oberaigner   | 1:51,8 min |
| 04    | Josef Stiegler     | 1:52,0 min |
| 05    | Egon Zimmermann I  | 1:52,4 min |
| 06    | Egon Zimmermann II | 1:53,4 min |
| 07    | Gerhard Nenning    | 1:53,6 min |
| 08    | Heinz Dietrich     | 1:54,7 min |
|       | Hans Klabacher     | 1:54,7 min |
| 10    | Pepi Kapferer      | 1:56,3 min |

Datum: 22. Jänner 1960

Ort: Saalfelden

Streckenlänge: 1850 m, Höhendifferenz: 420 m

Tore: 60

### Slalom
| Platz | Name                   | Zeit       |
| ----- | ---------------------- | ---------- |
| 01    | Josef Stiegler         | 2:28,5 min |
| 02    | Gerhard Nenning        | 2:28,6 min |
| 03    | Ernst Oberaigner       | 2:28,7 min |
| 04    | Gottfried Schafflinger | 2:32,1 min |
| 05    | Martin Burger          | 2:33,9 min |
| 06    | Heinrich Messner       | 2:34,8 min |
| 07    | Pepi Kapferer          | 2:35,0 min |
| 08    | Hans Klabacher         | 2:37,3 min |
| 09    | Mathias Leitner        | 2:39,6 min |
| 10    | Otto Wiedmann          | 2:42,0 min |

Datum: 24. Jänner 1960

Ort: Saalfelden

### Kombination
Die Kombination setzt sich aus den Ergebnissen von Slalom und Riesenslalom zusammen.
| Platz | Name               | Punkte |
| ----- | ------------------ | ------ |
| 01    | Ernst Oberaigner   | 00,64  |
| 02    | Josef Stiegler     | 00,69  |
| 03    | Gerhard Nenning    | 01,96  |
| 04    | Hans Klabacher     | 07,18  |
| 05    | Pepi Kapferer      | 07,24  |
| 06    | Martin Burger      | 07,76  |
| 07    | Otto Wiedmann      | 11,00  |
| 08    | Walter Kutschera   | 14,35  |
| 09    | Willi Stollnberger | 15,10  |
| 10    | Klaus Derganz      | 15,14  |

## Damen

### Abfahrt
Nicht ausgetragen.

### Riesenslalom
| Platz | Name             | Zeit       |
| ----- | ---------------- | ---------- |
| 01    | Hilde Hofherr    | 1:26,9 min |
| 02    | Erika Netzer     | 1:27,3 min |
| 03    | Traudl Hecher    | 1:27,6 min |
| 04    | Sieglinde Bräuer | 1:29,9 min |
| 05    | Edith Zimmermann | 1:30,4 min |
| 06    | Gertraud Gaber   | 1:31,8 min |
| 07    | Christl Staffner | 0000? min  |
| 08    | Christl Haas     | 1:32,7 min |
| 09    | Rosl Pfeiffer    | 1:34,0 min |
| 10    | Helga Herdy      | 1:34,1 min |

Datum: 21. Jänner 1960

Ort: Saalfelden

### Slalom
| Platz | Name                 | Zeit       |
| ----- | -------------------- | ---------- |
| 01    | Traudl Hecher        | 1:33,3 min |
| 02    | Erika Netzer         | 1:34,2 min |
| 03    | Hilde Hofherr        | 1:34,3 min |
| 04    | Herlinde Beutlhauser | 1:36,5 min |
| 05    | Sieglinde Bräuer     | 1:36,9 min |
| 06    | Edith Zimmermann     | 1:38,0 min |
| 07    | Traudl Eder          | 1:38,4 min |
|       | Christl Machek       | 1:38,4 min |
| 09    | Christl Staffner     | 1:39,3 min |
| 10    | Helga Hanel          | 1:40,1 min |

Datum: 23. Jänner 1960

Ort: Saalfelden

Höhendifferenz: 140 m

Tore 1. Lauf: 55, Tore 2. Lauf: 53

### Kombination
Die Kombination setzt sich aus den Ergebnissen von Slalom und Riesenslalom zusammen.
| Platz | Name             | Punkte |
| ----- | ---------------- | ------ |
| 01    | Traudl Hecher    | 00,68  |
| 02    | Hilde Hofherr    | 00,81  |
| 03    | Erika Netzer     | 01,11  |
| 04    | Sieglinde Bräuer | 05,82  |
| 05    | Edith Zimmermann | 07,20  |
| 06    | Christl Haas     | 10,15  |
| 07    | Christl Staffner | 10,27  |
| 08    | Christl Machek   | 12,14  |
| 09    | Traudl Eder      | 13,04  |
| 10    | Kathi Hörl       | 15,24  |